# أنطون سلوبودا
انطون سلوبودا (10 يوليو 1987 ببوفاجسكا بيستريتسا في سلوفاكيا - ) هو لاعب كرة قدم سلوفاكي في مركز الوسط. لعب مع بييلسكو بياوا وفيكتوريا زيزكوف ونادي روجومبيروك.

## روابط خارجية
- أنطون سلوبودا على موقع قاعدة بيانات كرة القدم.إي يو (الإنجليزية)
- أنطون سلوبودا على موقع عالم كرة القدم.نت (الإنجليزية)